# Bosiljevo
Bosiljevo je malá vesnička a sídlo stejnojmenné opčiny v Chorvatsku v Karlovacké župě. Nachází se asi 20 km jihozápadně od Dugy Resy a asi 23 km jihozápadně od Karlovace. V roce 2001 žilo v Bosiljevu 67 obyvatel, v celé opčině pak 1 486 obyvatel.
Bosiljevo je známé tím, že se blízko něj nachází dálniční křižovatka Bosiljevo II, která odděluje dálnici A6 (vedoucí do Rijeky a Puly) od dálnice A1. Úsek dálnice A1 vedoucí jižně od dálniční křižovatky je pak často označován jako Bosiljevo-Split.
V opčině se nachází celkem 43 malých vesnic, většina z nich však nedosahuje ani 50 obyvatel, některé ani deseti. Největšími vesnicemi (většími než středisko opčiny Bosiljevo) jsou Grabrk (126 obyvatel), Pribanjci (117 obyvatel), Mateše (76 obyvatel) a Sela Bosiljevska (75 obyvatel), vesnice Otok na Dobri je stejně velká jako Bosiljevo.
- Beč – 6 obyvatel
- Bitorajci – 11 obyvatel
- Bosanci – 44 obyvatel
- Bosiljevo – 67 obyvatel
- Dani – 9 obyvatel
- Dugače – 22 obyvatel
- Fratrovci – 47 obyvatel
- Fučkovac – 19 obyvatel
- Glavica – 27 obyvatel
- Grabrk – 126 obyvatel
- Hrsina – 51 obyvatel
- Jančani – 36 obyvatel
- Johi – 28 obyvatel
- Kasuni – 54 obyvatel
- Korenić Brdo – 2 obyvatelé
- Kraljevo Selo – 4 obyvatelé
- Krč Bosiljevski – 28 obyvatel
- Laslavići – 4 obyvatelé
- Lipovšćaki – 27 obyvatel
- Lisičina Gorica – 8 obyvatel
- Malik – 35 obyvatel
- Mateše – 76 obyvatel
- Milani – 19 obyvatel
- Novo Selo Bosiljevsko – 36 obyvatel
- Orišje – 59 obyvatel
- Otok na Dobri – 67 obyvatel
- Podrebar – 24 obyvatel
- Podumol – 36 obyvatel
- Potok Bosiljevski – 6 obyvatel
- Pribanjci – 117 obyvatel
- Rendulići – 17 obyvatel
- Resnik Bosiljevski – 17 obyvatel
- Sela Bosiljevska – 75 obyvatel
- Skoblić Brdo – 8 obyvatel
- Soline – 44 obyvatel
- Spahići – 36 obyvatel
- Strgari – 26 obyvatel
- Špehari – 6 obyvatel
- Umol – 37 obyvatel
- Varoš Bosiljevski – 39 obyvatel
- Vodena Draga – 46 obyvatel
- Vrhova Gorica – 14 obyvatel
- Žubrinci – 26 obyvatel